# Yunyang (Shiyan)
Yunyang (chin. 郧阳区; Pinyin: Yúnyáng Qū) ist ein Stadtbezirk der bezirksfreien Stadt Shiyan im Nordwesten der chinesischen Provinz Hubei. Yunyang hat eine Fläche 3.863 km² und zählt 571.700 Einwohner (Stand: Ende 2019). Sein Hauptort ist die Großgemeinde Chengguan (城关镇).